# Bradypus pygmaeus
Bradypus pygmaeus är en art i familjen tretåiga sengångare som blev så sent som 2001 beskriven.

## Utbredning och habitat
Djuret lever endemiskt på ön Escudo de Veraguas som ligger cirka 17,5 km norr om Panamas kustlinje. Ön är bara 4,3 km² stor och tillhör provinsen Bocas del Toro. Där vistas sengångaren i mangroveskogar.

## Utseende
Arten liknar de andra tretåiga sengångare i utseende men är tydlig mindre. Den är därför ett bra exempel för dvärgväxt på öar. Kroppslängden ligger mellan 49 och 53 cm. Vikten varierar mellan 2,5 och 3,5 kg. Svansen är med 4,5 till 6 cm bara en liten stubbe. Pälsen har en gråbrun färg och ansiktet är mörkare. Över ögonen finns en kännetecknande svart strimma. Vanligen lever alger i pälsen som ger djuret ett grönaktigt utseende och som förbättrar kamouflaget.

## Ekologi
Beteendet är inte helt utredd men antagligen lever arten liksom andra tretåiga sengångare. De vistas nästan hela livet i träd och livnär sig nästan uteslutande av blad. Arten har ganska bra simförmåga.

## Hot
Arten är mycket känslig på grund av det begränsade utbredningsområdet. Den jagas ibland illegalt av besökare på ön. Dessutom utför regionens ursprungsbefolkning skogsavverkningar. IUCN uppskattar att beståndet är mindre än 500 individer och listar Bradypus pygmaeus som akut hotad (CR).